# Inferiority Complex
Inferiority Complex – pierwszy solowy, debiutancki album studyjny amerykańskiego rapera Tha Trademarca, znanego głównie ze współpracy ze swoim kuzynem i zapaśnikiem w federacji WWE - Johnem Ceną. Album został wydany 4 kwietnia 2008 przez wytwórnię Trademarc Records.

## Lista utworów
| #  | Tytuł                                                     | Autorzy tekstów           | Wykonawca(y)                 | Długość |
| -- | --------------------------------------------------------- | ------------------------- | ---------------------------- | ------- |
| 1  | Wrath Of God                                              |                           | Tha Trademarc                | 0:31    |
| 2  | Bad Blood                                                 | Marc Predka/Freddie Foxxx | Tha Trademarc/Bumpy Knuckles | 4:21    |
| 3  | Crazy                                                     | Marc Predka               | Tha Trademarc                | 4:08    |
| 4  | All That It Seems                                         | Marc Predka               | Tha Trademarc                | 3:04    |
| 5  | Hum to Ya                                                 | Marc Predka               | Tha Trademarc                | 2:55    |
| 6  | You Don't Like Knowing                                    |                           | Tha Trademarc                | 0:46    |
| 7  | 21 Grams                                                  | Marc Predka               | Tha Trademarc                | 3:09    |
| 8  | Sunday Morning                                            | Marc Predka               | Tha Trademarc                | 3:31    |
| 9  | It Is A Sin                                               |                           | Tha Trademarc                | 0:46    |
| 10 | Karma                                                     | Marc Predka               | Tha Trademarc                | 3:30    |
| 11 | The Hood Don't Wanna Hear That                            | Marc Predka               | Tha Trademarc                | 2:25    |
| 12 | It Went Like This                                         |                           | Tha Trademarc                | 1:07    |
| 13 | Stream Of Consciousness                                   | Marc Predka               | Tha Trademarc                | 3:17    |
| 14 | What Are We Here For                                      | Marc Predka               | Tha Trademarc                | 3:21    |
| 15 | I Could Never                                             | Marc Predka               | Tha Trademarc                | 2:09    |
| 16 | New Dawn, New Era                                         | Marc Predka               | Tha Trademarc                | 3:36    |
| 17 | Something To Say                                          | Marc Predka               | Tha Trademarc                | 3:50    |
| 18 | Truth Serum                                               | Marc Predka               | Tha Trademarc                | 3:29    |
| 19 | America                                                   | Allen Ginsberg            | Tha Trademarc                | 2:52    |
| 20 | Army Roll Out (motyw muzyczny Kurta Angle'a)              | Marc Predka               | Tha Trademarc                | 3:31    |
| 21 | Wersja alternatywna motywu muzycznego Kurta Angle'a w TNA | Marc Predka               | Tha Trademarc                | 3:48    |